# Kerry Greenwood
Kerry Greenwood (n. 17 iunie 1954, Melbourne, Victoria, Australia – d. 26 martie 2025) a fost o scriitoare australiană.

## Romane publicate
- The Wandering Icon (1992)
- The Childstone Cycle (1994)
- Quest (1996)
- The Broken Wheel (1996)
- Whale Road (1996)
- Cave Rats (1997)
- Feral (1998)
- Death Before Wicket (1999)
- Alien Invasions (2000)
- A Different Sort of Real (2001)
- The Three-Pronged Dagger (2002)
- Danger Do Not Enter (2003)
- The Long Walk (2004)
- Journey to Eureka (2005)
- Lightning Nest (2006)